# Amytornis ballarae
Amytornis ballarae е вид птица от семейство Maluridae.

## Разпространение
Видът е разпространен в Австралия.